# Таструп
Таструп (њем. Tastrup) општина је у њемачкој савезној држави Шлезвиг-Холштајн. Једно је од 134 општинска средишта округа Шлезвиг-Фленсбург. Према процјени из 2010. у општини је живјело 431 становника. Посједује регионалну шифру (AGS) 1059101.

## Географски и демографски подаци
Таструп се налази у савезној држави Шлезвиг-Холштајн у округу Шлезвиг-Фленсбург. Општина се налази на надморској висини од 50 метара. Површина општине износи 4,2 km². У самом мјесту је, према процјени из 2010. године, живјело 431 становника. Просјечна густина становништва износи 104 становника/km².